# 米尔顿蜥蜴
米尔顿蜥蜴（英文：Milton lizard）是一种身长约15英尺（4.57米）的神秘蜥蜴，于1975年夏天的美国肯塔基州川波县米尔顿卡特尼普溪（Canip Creek）一带被发现，它是神秘动物学领域中鲜为人知的神秘动物之一。有理论认为，米尔顿蜥蜴是某种逃脱或被遗弃的巨蜥。